# Senna (principio attivo)
La  senna è un principio attivo.

## Indicazioni
Indicata nel trattamento di vari tipi di costipazione: geriatrica, ante- e post-partum e iatrogena. Indicata nel trattamento dell'evacuazione intestinale e nel caso di analisi radiologiche per lo svuotamento intestinale.

## Avvertenze
Abuso e utilizzo cronico: in caso di abuso o di uso prolungato, la senna può provocare tetano, osteoartropatia ipertrofica, ipogammaglobulinemia, cachessia reversibile, escrezione urinaria intermittente di aspartilglucosamina e epatiti. Gli antrachinolonici a dosaggi elevati possono causare nefriti. L'abuso di lassativi può provocare inoltre diarrea persistente, con conseguente perdita di acqua, sali minerali (specialmente potassio) e altri fattori nutritivi essenziali. Nei casi più gravi l'ipopotassemia e la disidratazione possono determinare disfunzioni cardiache o neuromuscolari, specialmente in caso di contemporaneo trattamento con glicosidi cardiaci, diuretici o corticosteroidi.
Un indice di abuso di questi lassativi è la pseudomelanosi del colon che è reversibile dopo 4–6 settimane dalla sospensione del trattamento; la pseudomelanosi sembra essere associata ad un aumentato rischio di carcinoma colon-rettale. La perdita massiva di cellule epiteliali indotta dagli antrachinolonici probabilmente per apoptosi, provoca un accorciamento delle cripte ed un conseguente aumento della proliferazione cellulare con effetto pro-cancerogeno. Le cellule danneggiate si ritrovano come corpi apoptotici nei macrofagi della sottomucosa e dei linfonodi mesenterici a formare le caratteristiche pigmentazioni del colon.
I lassativi antrachinonici sarebbero coinvolti anche in un aumento del rischio di tumori uroteliali.
L'utilizzo cronico dei lassativi comporta anche assuefazione, con la conseguente necessità di aumentare la dose assunta per ottenere l'effetto terapeutico; può causare stitichezza cronica e perdita delle normali funzioni intestinali (atonia intestinale).
L'uso di senna dovrebbe essere riservato alla stipsi episodica o alla preparazione intestinale per esami endoscopici o radiologici, mentre dovrebbe essere evitato nella stipsi cronica.